# Project Monterey

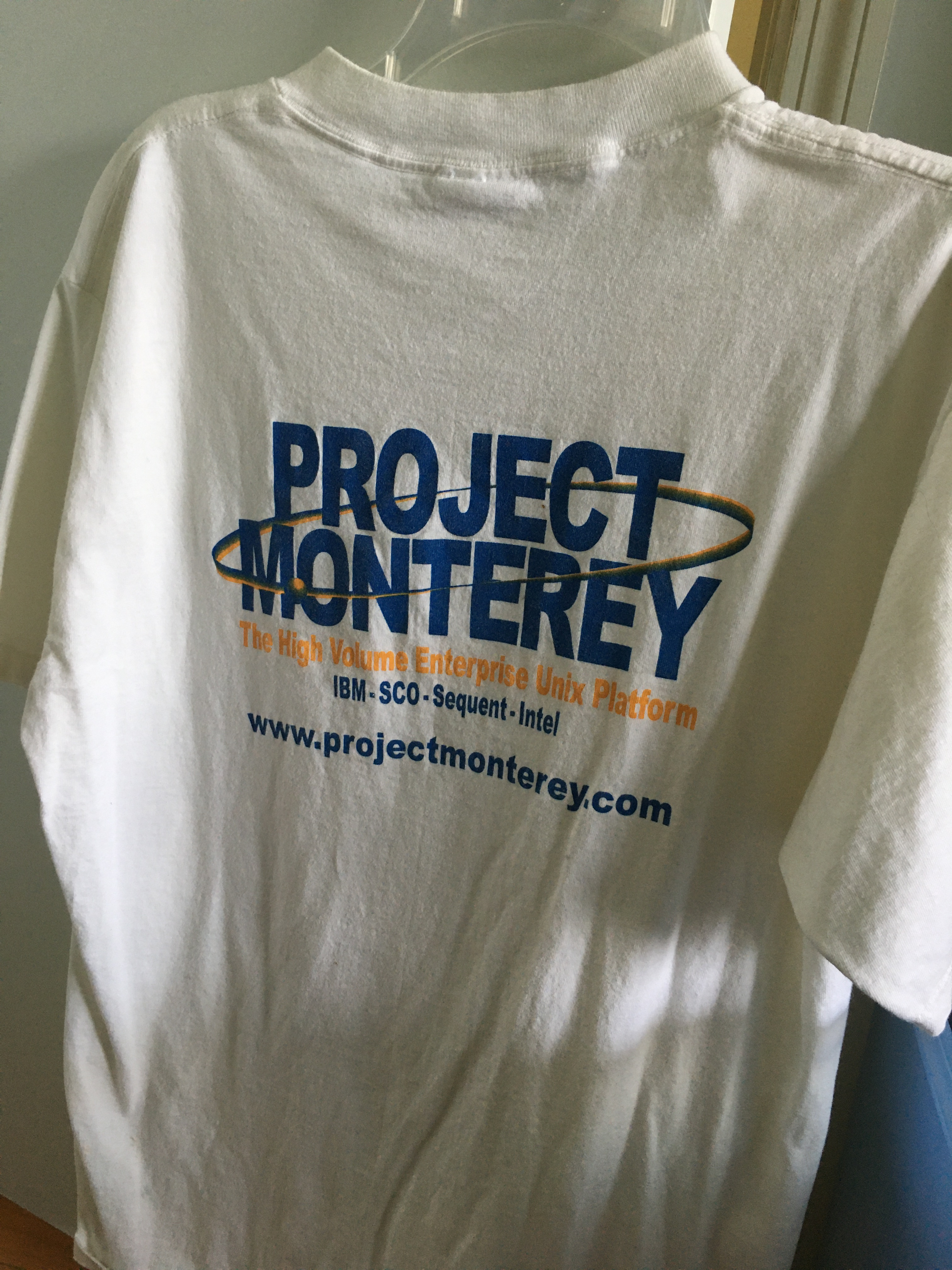
Project Monterey T-shirt

Project Monterey was een poging om één enkel Unix-besturingssysteem te bouwen dat op verschillende 32-bits en 64-bits platforms draaide en multi-processing ondersteunde. De focus van het project lag op het creëren van een Unix-variant op enterprise-niveau voor de IA-64-architectuur, waarvan destijds werd verwacht dat deze uiteindelijk de Unix-servermarkt zou domineren.

## Geschiedenis
Het project werd door IBM aangekondigd in oktober 1998. Er waren verschillende Unix-leveranciers bij betrokken: IBM leverde POWER- en PowerPC-ondersteuning met AIX, Santa Cruz Operation (SCO) zorgde voor IA-32-ondersteuning en Sequent voegde ondersteuning voor multi-processing (MP) toe met DYNIX/ptx. Intel Corporation leverde expertise en financiering voor de portering naar hun aanstaande IA-64 CPU-platform, dat op dat moment nog moest uitgebracht worden.
In maart 2001 had de explosieve populariteit van Linux IBM ertoe gebracht om het project in alle stilte aan de kant te schuiven. Alle betrokkenen probeerden een niche te vinden in de zich snel ontwikkelende Linux-markt en verlegden hun aandacht weg van Monterey. Sequent werd in 1999 door IBM overgenomen en in 2000 verhuisden de UNIX-activiteiten van SCO naar Caldera Systems, een Linux-distributeur die zichzelf later omdoopte tot de SCO Group. In hetzelfde jaar verklaarde IBM Monterey uiteindelijk dood. Intel, IBM, Caldera Systems en anderen hadden ook een parallelle poging ondernomen om Linux over te zetten naar IA-64 (Project Trillian), wat in februari 2000 werkbare code opleverde. Eind 2000 kondigde IBM een grote inspanning aan om Linux te ondersteunen.
In mei 2001 leverde het Monterey-project een bètaversie, AIX-5L voor IA-64, waarmee het oorspronkelijke hoofddoel werd bereikt. Intel had de introductiedatum voor zijn eerste Itanium-processor echter met twee jaar gemist, waardoor er voor de Monterey-software geen markt bestond. IBM verkocht in 2001 slechts 32 Monterey-licenties, in 2002 waren het er nog minder.

## Nasleep
Met uitzondering van de IA-64-portering en Dynix MP-verbeteringen, bestond een groot deel van de inspanningen van Monterey uit een poging om bestaande versies van Unix te standaardiseren tot één enkel compatibel systeem. Dergelijke inspanningen werden in het verleden al eerder ondernomen (bijvoorbeeld 3DA) en hadden over het algemeen gefaald, omdat de betrokken bedrijven te afhankelijk waren van vendor lock-in om een standaard te ondersteunen die hun klanten in staat zou stellen over te stappen naar andere producten. Met Monterey hadden twee van de belangrijkste partners al een niche die ze in de toekomst dachten te kunnen blijven bedienen: POWER en IA-64 voor IBM, IA-32 en IA-64 voor SCO.
Het uiteenvallen van Project Monterey was een van de factoren die in 2003 tot een rechtszaak leidde, waarbij SCO Group IBM aanklaagde vanwege hun bijdragen aan Linux.